# Comtat de Moilla
El comtat de Moilla fou una jurisdicció feudal del Sacre Imperi Romanogermànic situada al sud del comtat de Hattuaria. Se cita el 837 com atribuït a Carles II el Calb.
La seva situació és discutida. Segons Wastelain i Imbert, els comtats de Moilla i Brugeron van sorgir de l'antic país d'Hesbaye (Hasbània). Però la primera identificació sembla una apreciació discutible. En el testament del comte Eberard de Tam del 837 es diu: «Et curtem nostram in pago Moila quae vocatur Helissem». Com que prop de Tirlemont hi havia una abadia de nom Heilissem, Wastelain va concloure que el pagus Moila havia de ser aquest lloc; però és clar que Moilla estava al país dels atluaris i l'Heilissem esmentada al testament seria probablement el poble d'Elsem, prop de Wassenberg. Nithard parla d'un comitatus Moilla i el situa a la part baixa del Mosa al llarg de la frontera amb Ripuària; Grandgagnage pensa que seria el mateix que el pagus Muolla (o Muola) citat en dos diplomes del 898 i 939.
És, doncs, molt possible que el pagus Moilla fos governat conjuntament amb el de Hattuaria i quan aquest es va dividir vers 1030 en els de Wassenberg i Clèveris, hauria quedat en el primer. Després del 1080 el pagus hauria passat als arquebisbes de Colònia.